# Crimson Glory
I Crimson Glory sono una band heavy metal americana formata nel 1979 (con il nome di Pierced Arrow prima e Beowolf poi, prima di assumere il nome ufficiale), scioltasi nel 2012 e poi riunitasi nel 2024.

## Storia del gruppo

### Origini
L'attività della band ha inizio nella città di Sarasota, in Florida, nel 1979, quando i chitarristi Ben Jackson e Bernardo Hernandez e il cantante Tony Wise fondarono un gruppo, che chiamarono "Pierced Arrow". Alla band si aggiunse il bassista Glenn Barnhardt, sostituito poco dopo da Jeff Lords e, dopo una serie di cambi di batterista, arrivò anche Dana Burnell. Nel 1981 Hernandez fu sostituito da Chris Campbell e l'anno successivo anche Lords decise di abbandonare la band, venendo sostituito da John Colemorgan. Nello stesso anno la band cambiò nome in "Beowulf". Nel 1983 la band subì un periodo di forti tensioni, che portarono all'allontanamento di Wise, Colemorgan e Campbell. Poco dopo Lords ritornò nel gruppo, e Wise e Campbell furono sostituiti rispettivamente da Mark Orves e Jon Drenning. Poco dopo Orves lasciò il gruppo, e fu trovato un cantante definitivo in John Patrick McDonald, detto "Midnight", un ex compagno di classe di Lords. In seguito la band fu costretta a cambiare nome, a causa di omonimia, in "Crimson Glory".
I Crimson Glory volevano essere subito identificabili dal resto delle band metal, infatti indossavano delle maschere argentate da scena sia durante i concerti che nelle foto e nelle apparizioni pubbliche. Solo il cantante Midnight aveva una maschera che lasciava scoperta la bocca, per permettergli di cantare.

### Il debutto
Nel 1986 quindi furono pronti per il loro debutto discografico, l'omonimo Crimson Glory pubblicato da Roadrunner Records. Eccelse armonizzazioni, potenti ballate e vocalizzi molto acuti e aggraziati sono i tratti principali di questa pubblicazione, che venne accolta bene dal panorama Heavy contemporaneo. Quindi la band suonò anche in Olanda e in Germania riscuotendo grande successo e seguito.

### Transcendence e gli anni d'oro
Così nel 1988 pubblicarono il lungamente atteso secondo album, Transcendence, il loro capolavoro e marchio di fabbrica, definito come una delle migliori uscite Heavy metal dell'epoca, caratterizzato da evidenti influenze progressive. Contiene la grande hit Lonely, che fu in testa alle classifiche delle radio americane per oltre 24 settimane. Transcendence permise alla band di ottenere l'attenzione e il successo meritati sia negli Stati Uniti che in Europa.
Dopo questo trionfale album, i Crimson Glory si lanciarono nel loro più grande tour, il "Transcendence Tour", che toccò Nord America, Europa e Giappone, in compagnia di band come Metallica, Ozzy Osbourne, Queensrÿche, Anthrax, U.D.O. e Doro. Il più grande show fu al Metal Hammer Festival di Dortmund, nella primavera del 1990, davanti a una folla di oltre 20.000 persone.
Nel 1989 parteciparono inoltre al Tampa Bay Music Awards, e sbancarono molti concorrenti (tra i quali i Savatage) vincendo ben tre premi: Most Outstanding Male Vocalist, Most Outstanding Local Release and Most Outstanding Metal Band (Miglior cantante maschio, miglior album Floridiano e miglior gruppo metal).

### I primi segni di divisione, Strange and Beautiful e la rottura definitiva
Fu comunque al termine del tour che il batterista Dana Burnell e il chitarrista cofondatore Ben Jackson lasciarono il gruppo per dedicarsi ad altri progetti musicali (insieme formarono i Parish, gruppo di breve vita con un solo album all'attivo, Envision del 1995).
Dana fu rimpiazzato da Ravi Jahkotia, mentre non furono reclutati altri chitarristi e quindi Jon Drenning si fece carico di tutto il lavoro chitarristico del gruppo.
Dopo un periodo di riposo dal lungo tour, la band rientrò in studio e nel 1991 diede alle stampe Strange and Beautiful, disco controverso e discusso. I fan si dividono in due schiere: chi gradisce il nuovo stile "pesante" della band e chi invece preferiva le sonorità melodiche e progressive dei primi album.
Subito dopo l'uscita dell'album e prima ancora dell'inizio del nuovo tour, Midnight lasciò il gruppo e si dedicò ad altri interessi, ritirandosi dal mondo della musica e non dando notizie di sé per quasi un decennio. Solo nel 2001 infatti sul suo sito "Midnight's Attic" darà segni di vita e pubblicherà un suo EP acustico.
L'abbandono di Midnight comportò vari screzi all'interno del gruppo, così fu deciso che il gruppo dovesse andare in pausa.

### La ripresa
Solamente dopo 5 anni Jon Drenning diede nuova linfa vitale al gruppo riformandolo ufficialmente, accogliendo Ben Jackson alla chitarra e scrivendo nuovo materiale. Quando ci fu materiale pronto sufficiente per pubblicare un album, fu trovato un sostituto per Midnight in Wade Black e il nuovo batterista Steve Wacholz, ex-Savatage.
Con questa nuova formazione fu pubblicato Astronomica, ma dopo un breve tour l'attività della band fu sospesa nuovamente.

### L'ultima reunion e lo scioglimento definitivo
Dopo una gigantesca richiesta dei fan, Drenning organizzò una riunione con i membri originali dei primi due album, e di conseguenza organizzarono un tour durante il 2006. Ma dopo l'arresto di Midnight per guida in stato di ebbrezza con patente scaduta, Midnight lasciò il gruppo e Wade Black fu richiamato. Midnight è morto l'8 luglio 2009, per gravi problemi a fegato e reni.
Il gruppo iniziò a comporre un album dal titolo Metatron, Lucifer and the Divine Chaos, programmato per il dicembre 2009. Le registrazioni per l'album, tuttavia, non sono mai iniziate a causa dell'abbandono di Black.
Erano stati anche annunciati delle versioni rimasterizzate dei primi due album con delle tracce inedite, insieme a un cofanetto antologico intitolato Valley of Shadows, Kingdoms of Light. Inoltre dovrebbe uscire a breve un DVD contenente un concerto del 1989 filmato al Manatee Civic Center, durante il "Transcendence Tour". Purtroppo ad oggi, 2011, questo materiale non è stato ancora pubblicato.
Nel 2010 la band annuncia l'entrata del nuovo cantante Todd La Torre. La band inizia a lavorare ad un nuovo album, alternando ciò ad un'intensa attività live. Nel giugno del 2012 La Torre diventa il nuovo cantante dei Queensrÿche, da poco separatisti dal frontman storico Geoff Tate. A settembre del 2012 la band pubblica un nuovo singolo, Garden of Shadows, preludio ad un album che, però non vedrà mai la luce: durante la sua lavorazione, infatti, il chitarrista Jon Drenning lascia la band per dedicarsi alla propria famiglia. A gennaio del 2013 viene reso noto che La Torre ha abbandonato la band: poco tempo dopo anche Dana Burnell e Jeff Lords affermano di non voler più continuare a suonare con i Crimson Glory, ponendo così fine alla vita della band.

## Formazione

### Ultima formazione
- Jeff Lords - basso
- Jon Drenning - chitarra
- Ben Jackson - chitarra
- Dana Burnell - batteria
- Todd La Torre - voce

### Ex componenti
- Wade Black - voce
- Midnight - voce
- Ravi Jakhotia - batteria
- Steve Wacholz - batteria

## Discografia
Album in studio
- 1986 - Crimson Glory
- 1988 - Transcendence
- 1991 - Strange and Beautiful
- 1999 - Astronomica

EP
- 2000 - War of the Worlds